# Ansonia lumut
Ansonia lumut é uma espécie de anfíbio anuro da família Bufonidae. Está presente na Malásia.